# 佐迪亞克 (密蘇里州)
佐迪亞克（英語：Zodiac）是位於美國密蘇里州弗農縣的非建制地區。

## 歷史
佐迪亞克的郵局於1882年設立，其後於1914年停運。

## 地理
佐迪亞克所處的海拔為高於海平面286米（即938英呎），而該地所採用的時區為UTC-6，即北美中部時區（CST）。同時該地設有夏令時間，為UTC-6調快一小時，即UTC-5（CDT）。